# 191. Reserve-Division (Wehrmacht)
La 191. Reserve-Division inizialmente denominata Division Nr. 191 fu una divisione di riserva dell'esercito tedesco attiva durante la seconda guerra mondiale che venne creata nel 1939 e fu schierata in Francia, dove fu sciolta nel febbraio 1944.

## Storia

### Division Nr. 191
La divisione fu costituita a Braunschweig all'inizio di dicembre 1939 e nel gennaio 1942 fu spostata in Francia, dove nell'ottobre dello stesso anno fu rinominata 191. Reserve-Division

### 191. Reserve-Division
La divisione fu costituita il 1º ottobre 1942 ribattezzando la Division Nr. 191 e venne trasferita nell'area di Mons, nel nord della Francia. Dal febbraio 1943 fu impiegata per la protezione costiera vicino a Boulogne. Il 1º febbraio 1944 fu riorganizzata nella 49. Infanterie-Division.

## Ordine di battaglia
Division Nr. 191
- Infanterie-Ersatz-Regiment (mot.) 13
- Infanterie-Ersatz-Regiment 31
- Infanterie-Ersatz-Regiment 267
- Artillerie-Ersatz-Regiment 13
- Kavallerie-Ersatz-Abteilung 14
- Panzerjäger-Ersatz-Abteilung 13
- Bau-Ersatz-Bataillon 11

191. Reserve-Division
- Reserve-grenadier-Regiment 31
- Reserve-Grenadier-Regiment 267
- Reserve-Kampfgruppe Mitte
- Reserve-Artillerie-Abteilung I/211
- Reserve-Radfahr-Schwadron 1091
- Reserve-Panzerjäger-Kompanie 1091
- Reserve-Pionier-Bataillon 1091
- Reserve-Nachrichten-Kompanie 1091
- Reserve-Divisions-Nachschubführer 1091

## Comandanti
Division Nr. 191
- Generalleutnant Friedrich-Wilhelm Neumann (1º dicembre 1939 - 15 novembre 1940)
- Generalleutnant Richard Veith (15 novembre 1940 - 18 dicembre 1941)
- Generalmajor Karl von Dewitz (18 dicembre 1940 - 1º ottobre 1942)

191. Reserve-Division
- Generalmajor Karl von Dewitz (25 settembre 1942 - 1º marzo 1943)
- Generalleutnant Sidfrid Macholz (1º marzo 1943 - 1º gennaio 1944)
- Generalleutnant Erich Bäßler (1º gennaio 1944 - 1º febbraio 1944)